# Мендосино
Мендосино (на английски: Mendocino) е окръг в Калифорния. Окръжният му център е град Юкая.

## Население
Окръг Мендосино е с население от 86 265 души.(2000)

## География
Окръг Мендосино е с обща площ от 10 044 км2 (3878 мили2).

## Градове и градчета
- Албион
- Бунвил
- Гуалала
- Дос Риос
- Елк
- Капела
- Каспар
- Ковело
- Легет
- Лейтънвил
- Литъл Ривър
- Лонгвейл
- Манчестер
- Мендосино
- Потър Вали
- Фило
- Форт Браг
- Хопланд
- Юкая

## Друго
През 2000 г. е прието Постановление G с 51% мнозинство, което прави окръга първият в САЩ, който да декриминализира медицинската марихуана.